# Arvid E. Gillstrom
Arvid E. Gillstrom (13 de agosto de 1889 — 21 de maio de 1935) foi um diretor de cinema sueco. Ele nasceu Arvid Evald Gyllström em Annedal, Gotemburgo, Suécia e faleceu em Hollywood, Califórnia, Estados Unidos.